# زندانیان فراموش‌شده
زندانیان فراموش‌شده (به انگلیسی: The Forgotten Prisoners) نام مقاله‌ای است که در تاریخ ۲۸ مه سال ۱۹۶۱ توسط پیتر بننسون در روزنامه آبزرور و در راستای حمایت از حقوق زندانیان به تحریر درآمد. این مقاله سعی دارد تا در مورد زندانی‌هایی که به دلیل داشتن عقایدی که همسو با دولت کشور خودشان نیست به زندان افتاده‌اند یا حتی مورد شکنجه قرار گرفته‌اند توضیحاتی را به اطلاع جامعه آن روز انگلستان برساند.
بننسون پس از اینکه پی‌برد دو دانشجوی پرتغالی اهل کوئمبرا به جرم بلند کردن نان برای آزادی در پرتغال زندانی شدند، مقاله خود را نوشت. این مقاله در روزنامه‌های سراسر جهان تجدید چاپ شد و سیل پاسخ خوانندگان را برانگیخت، و در پی آن گروه‌هایی در چندین کشور برای بررسی نقض حقوق بشر تشکیل شد.
نوشته شدن این مقاله سرآغاز به وجود آمدن سازمان عفو بین‌الملل که امروزه یکی از مهمترین سازمان‌های غیردولتی در حمایت از حقوق بشر می‌باشد گردید. این مقاله به تعبیری شروع عصری جدید در زمینه حمایت از حقوق بشر و بالاخص حقوق زندانیان عقیدتی می‌باشد.